# Lucciana
Lucciana è un comune francese di 5 780 abitanti situato nel dipartimento dell'Alta Corsica nella regione della Corsica.

## Geografia fisica
Comune della costa orientale della Corsica, a una ventina di chilometri a sud di Bastia, si estende dalle montagne alla laguna della Marana, sulle rive del Mar Tirreno.

## Storia
Nel 105 a.C. il console romano Gaio Mario fonda verso la foce del Golo, a pochi chilometri dal borgo attuale, la città di Mariana (Colonia Mariana a Caio Mario deducta), uno dei centri più importanti della Corsica romana.
La caduta dell'Impero romano d'Occidente non ridimensiona il ruolo di primo piano di Mariana nella vita dell'isola: nel V secolo il papa istituisce la diocesi, affidata all'amministrazione di Pisa nel 1092 e di Genova nel 1130.
La cattedrale romanica di Santa Maria Assunta, detta La Canonica, risale proprio a quegli anni (1119).

## Monumenti e luoghi d'interesse
- I resti romani di Mariana
- La cattedrale di Santa Maria Assunta detta "La Canonica" fu costruita nell'anno 1119. È uno dei più begli edifici medievali dell'intera Corsica
- La Chiesa di San Parteo, del XII secolo, non lontana dalla Cattedrale della Canonica e dalla necropoli.
- Il monastero di San Francesco: Situato presso il cimitero, si trova presso il teatro della Battaglia di Borgo ai tempi della Corsica libera di Pasquale Paoli.
- La chiesa di San Michele: Monumento classico al centro storico del paese.
- La cappella di San Michele: Situata presso i monti dell'interno, rimangono solo rovine mal conservate.
- Le Fontane: In frazione Punticellu, nella piazza del paese.

## Società

### Evoluzione demografica
Abitanti censiti

## Infrastrutture e trasporti
Il territorio comunale ospita l'aeroporto di Bastia-Poretta.
Lucciana è dotata di una stazione ferroviaria sulla linea a scartamento metrico Bastia – Ajaccio presso la località Casamozza e di una fermata omonima, sita nei pressi del passaggio a livello della strada diretta a Pineto. Entrambi gli impianti sono serviti dalla linea suburbana Bastia – Casamozza.

## Amministrazione

### Gemellaggi
- Principato di Monaco, dal 2009, avendo in comune lo stesso patrono, Santa Devota

## Sport

### Calcio
- Gallia Club Lucciana: la squadra storica del paese. Attraversò il periodo d'oro negli anni '70 e all'inizio degli anni '80. Dal 1988 al 2003, il gruppo si fuse poi con il CA Bastia per diventare il CABGL. Nel 2003, il CAB e il Gallia si separarono.
- Gazelec Football Club Bastia Lucciana
- Football Club Lucciana, squadra di nuova formazione.

### Rugby
- Rugby Club Lucciana

## Curiosità
- Il nome còrso dei suoi abitanti è Luccianinchi.